# Miklós György Serdián
Miklós György Serdián (geboren 1. November 1954 in Budapest) ist ein ungarischer Schriftsteller, Übersetzer, Herausgeber und Verleger. Er übertrug unter anderem den Koran ins Ungarische und erstellte ein Lexikon zu islamischen Grundbegriffen und Persönlichkeiten.

## Leben

### Ausbildung
Serdían besuchte das Ferenc-Kölcsey-Gymnasium und machte dort 1973 den Abschluss. Anschließend studierte er Allgemeine Sprachwissenschaft, Nahostphilologie und Islamwissenschaft in der Schweiz. Er schloss das Studium an der Universität Bern mit dem Titel Lic. Phil. 1981 ab. 1994 erlangte er an der Eötvös-Loránd-Universität am Institut für Vergleichende Literaturwissenschaften den Doktortitel.

### Schriftsteller, Herausgeber und Übersetzer
Miklós Serdián schreibt ungarisch und veröffentlichte auch Texte in Esperanto (z. B. Malfacilia limoj). Übersetzungen hat er aus dem Englischen, dem Spanischen und dem Deutschen erstellt.
1989 veröffentlichte er einen Gedichtband auf Deutsch: Doppeltmager. Eine Abrechnung. Zehn Jahre später unterstützt er junge ungarische Lyriker durch die Herausgabe von mehreren Gedichtbänden. 2003 schließlich gab er einen Rilke-Band auf Ungarisch heraus.
In seinem Werk kann man folgende Themenschwerpunkte ausmachen: die neuere Geschichte und die Gegenwart Ungarns, Kuba und die Karibik, Koran und Islam, die Architektur von Imre Makovecz. 2020 hat er sich dem Thema Israel zugewandt.

#### Kuba und die Karibik
1969 erschien das Buch Cuba - Ten years after in den USA. Ausgangspunkt von Serdiáns Havanna-Tagebüchern ist die selbst erstellte Übersetzung dieses Buches im Jahr 1995. Danach hat Serdián diesen Band um eigene aktuelle Tagebuchtexte erweitert und zuletzt das Havanna-Tagebuch begonnen. Fast jährlich fügte er weitere Kapitel hinzu, die die jeweils aktuelle Lage auf Kuba kommentieren. Vertiefend beschäftigte er sich in eigenen Büchern mit dem Phänomen der Santaria und gab auch einen Band von Erzählungen junger kubanischer Schriftsteller heraus. Später hat Serdián seinen Blickwinkel erweitert und das Karibische Tagebuch geschrieben.

#### Koran und Islam
Serdián übertrug den Koran ins Ungarische. In einem kleinen Islamlexikon verfasste er verschiedene Artikel, in denen er Konzepte des islamischen Kulturkreises diskutierte. Er erstellte eine Zeittafel, beschrieb die Lebenslinien muslimischer Persönlichkeiten und entwickelte Transkriptionsvorschläge unter Berücksichtigung der Besonderheiten der ungarischen Sprache.

#### Die Architektur von Imre Makovecz
Für den Architekten Imre Makovecz hat sich Serdián vor allem als Herausgeber engagiert. Er hat Schriften des Architekten und Positionen von Zeitgenossen publiziert. In einem Band über die sogenannte organische Architektur von Makovecz ordnete er dessen Bedeutung ein.

### Verleger von Editio Plurilingua
Serdián ist Leiter des Budapester Verlags Editio Plurilingua, in dem er viele seiner Werke herausgegeben hat, aber auch Werke anderer Autoren verlegt.

## Auszeichnungen
- 1992 Lakitelek-Preis[2]
- 1996 Stipendium des Landes Baden-Württemberg für einen Aufenthalt im Stuttgarter Schriftstellerhaus.[11]
- 1997 Stipendium der Fundación Valparaíso, Chile.[2]
- 1998 Centrum Fellowship, Vereinigte Staaten von Amerika.[2]

## Publikationen

### Prosa
- Svájci kalap: történetek (Schweizer Hut: Geschichten). Bernina, Zürich 1991, ISBN 3-85557-006-X (ungarisch).
- Malfacilaj limoj (Schwierige Grenzen). Erzählungen. Editio Plurilingua, Budapest 1992, ISBN 963-02-9290-4 (Esperanto).
- Nyelvlecke. Egy befejezetlen regény (Sprachunterricht. Ein unvollendeter Roman). Editio Plurilingua, Budapest 1994, ISBN 963-04-3467-9 (ungarisch).
- Svájci napló (Schweizer Tagebuch). Bischof, Kaposvár 1999, ISBN 963-03-6965-6 (ungarisch).
- Pénz (Geld). Editio Plurilingua, Budapest 2001, ISBN 963-86120-8-8 (ungarisch).
- Serdián Miklós György (Erzählungen in Deutsch, Esperanto, Englisch, Spanisch und Ungarisch). Editio Plurilingua, Budapest 2002, ISBN 963-9431-05-2.
- Magyar napló (Ungarisches Tagebuch). Editio Plurilingua, Budapest 2003, ISBN 963-9431-17-6 (ungarisch).
- Wulf Noll: Momotarostraße: Erzählungen aus Japan (zweisprachig: deutsch-japanisch). Hrsg.: Miklós György Serdián. epl, Budapest 2003, ISBN 963-9431-25-7 (japanisch).
- 21 magyar szöveg (21 ungarische Texte). Budapest 2004, ISBN 963-9431-39-7 (ungarisch).
- Lipót-Alsó. Szleng-regény (Nieder-Lipót. Ein Slang-Roman). Editio Plurilingua, Budapest 2005, ISBN 963-9431-52-4 (ungarisch). Weitere Auflagen 2019.
- Szivarklub. Múltfeldolgozó regény (Zigarrenclub. Ein Roman, der die Vergangenheit verarbeitet). Editio Plurilingua, Budapest 2009, ISBN 978-963-9431-70-6 (ungarisch). Weitere Auflagen 2012, 2019.[12]
- Képmutató lett a világ (Die Welt wurde ein Heuchler). Püski, Budapest 2012, ISBN 978-963-302-076-0 (ungarisch).
- Magyarisztán, Heppisztán (Ungarn, Heppistan). Editio Plurilingua, Budapest 2020, ISBN 978-6-15546133-0 (ungarisch). Futuristischer, gesellschaftskritischer Roman in Anlehnung an Oliver Swift und George Orwell.[13]
- Izrael - Cenzúrázatlan kiadás (Israel - unzensierte Ausgabe). Editio Plurilingua, Budapest 2020, ISBN 978-6-15546134-7 (ungarisch).
- A Hunguru (Ein Hunguru). 2020, ISBN 978-6-15546147-7 (ungarisch). Geschichte eines fiktiven Landes "Hunland". Abschottung, Globalisierung und social distancing. "Halt die Klappe, ertrage leise und es wird nur noch schlimmer"[14]

#### Texte über Kuba und die Karibik
- Cuba. Ten Years After (Kuba. Zehn Jahre später). Übersetzung aus dem englischen Original von 1969. Editio Plurilingua, Budapest 1995, ISBN 963-04-5723-7 (ungarisch).
- Havannai napló (Havanna-Tagebuch). Püspök, Kaposvár 1999, ISBN 963-03-7694-6 (ungarisch). Weitere ständig erweiterte Auflagen 2001, 2002, 2003, 2008, 2009, 2013.
- Héctor Elías Munoz: Santería. Püspök, Kaposvár 1999, ISBN 963-03-6962-1 (spanisch: Santerìa. Übersetzt von Miklós György Serdián).
- Héctor Elías Munoz: Santería. Editio Plurilingua, Budapest 2000, ISBN 963-86045-5-7 (spanisch: Santería. Übersetzt von Babos Krisztina).
- Karibi napló. 7 sziget (Karibisches Tagebuch. 7 Inseln). Budapest 2008, ISBN 978-963-9431-67-6 (ungarisch).
- Oricsák. Afrokubai istenek (Oricsák. Afrokubanische Götter) mit Illustrationen von Héctor Muñoz. Püski, Budapest 2012, ISBN 978-963-302-073-9 (ungarisch).
- Serdián Miklós György (Hrsg.): Karibi költők (Karibische Dichter). Buchgestaltung von István Őri Kiss. Editio Plurilingua, Budapest 2018, ISBN 978-6-15546129-3 (spanisch: Verschiedene Texte kubanischer Dichter. Übersetzt von Miklós György Serdián). Repräsentative Auswahl karibischer und sozialkritischer Poesie.

#### Texte zum Islam
- Iszlám szótár (Islamisches Wörterbuch). 2009, ISBN 978-963-9431-71-3 (ungarisch).
- A Korán (Der Koran). Editio Plurilingua, Budapest 2010, ISBN 978-963-9431-76-8 (ungarisch). Weitere Auflagen 2014, 2016, 2017, 2021.
- Iszlám kislexikon (Kleines Islam-Lexikon). Editio Plurilingua, Budapest 2013, ISBN 978-963-9431-92-8 (ungarisch). Weitere Auflagen 2018, 2019.

### Gedichte
Autor
- Doppeltmager. Eine Abrechnung. Haag und Herchen, Frankfurt am Main 1989, ISBN 3-89228-299-4.

Übersetzung
- Idegen szerelmek. Editio Plurilingua, Budapest 1998, ISBN 963-03-4553-6 (deutsch: Wo ich sterbe, ist meine Fremde. Exil und Liebe. Gedichte. Übersetzt von Miklós György Serdián aus dem Deutschen).

Herausgeber
- Serdián  Miklós György, ungarisches Kultusministerium und Frankfurt '99 (Hrsg.): Freistunde. Magyar Írók Egyesülete, Budapest 1999.
- Végh Attila: Az ügyész sétája. Versek (Spaziergang des Staatsanwaltes. Gedichte). Püspök, Kaposvár 1999, ISBN 963-03-7692-X (ungarisch).
- Miklós Serdián György (Hrsg.): Új versek. A középnemzedék antológiája (Neue Gedichte. Eine Anthologie der mittleren Generation). Masszi, Budapest 2001, ISBN 963-86208-5-4.
- Rainer Maria Rilke: Duinói elégiák (zweisprachig: deutsch-ungarisch). Hrsg.: Miklós György Serdián. Editio Plurilingua, Budapest 2003, ISBN 963-9431-26-5 (ungarisch, deutsch, Originaltitel: Duineser Elegien. Übersetzt von Gizella Petra-Szabó).

### Ausstellungskataloge
- Serdián  Miklós György (Hrsg.): Sándor Juhász, 1934–1993. Műcsarnok (Ausstellungskatalog). Budapest 2001, ISBN 963-9115-70-3.
- Batta Orsolya, Bora Éva Beatrix, Serdian Miklós György (Hrsg.): Trans sexual express. Műcsarnok (Ausstellungskatalog). Megjelenés, Budapest 2002, ISBN 963-9115-74-6.

### Texte zu Architekt Imre Makovecz
- Makovecz Imre: Írások 1989–2009 (Schriften 1989–2009). Hrsg.: Serdián Miklós György. Editio Plurilingua, Budapest 2016, ISBN 978-963-9431-69-0 (ungarisch).
- Makovecz: Guide to Hungarian organic architecture. Hrsg.: Miklós György Serdián. Editio Plurilingua, Budapest 2016, ISBN 978-6-15546109-5 (englisch).
- Serdián Miklós György (Hrsg.): Makovecz. 78 gondolat. In memoriam Makovecz Imre 1935–2011 (Makovecz. 78 Gedanken. In Erinnerung an Makovecz Imre 1935–2011). Editio Plurilingua, Budapest 2016, ISBN 978-6-15546116-3 (ungarisch).
- Serdián Miklós György (Hrsg.): Makovecz 77 nekrológ. In memoriam Makovecz Imre 1935–2011 (Makovecz 77 Nachruf. In Erinnerung an Makovecz Imre 1935–2011). Edition Plurilingua, Budapest 2016, ISBN 978-963-9431-89-8.
- Miklós György Serdián (Hrsg.): Makovecz Imre (1935–2011) What was and what might have been. Editio Plurilingua, Budapest 2018, ISBN 978-963-9431-69-0.